# Ganadugu
Ganadugu (em francês: Ganadougou) foi uma região histórica do Mali, situada na moderna região de Sicasso.

## História
Ganadugu tinha como capital Tiola. Em 1856, o fama Daulá Traoré (r. 1145–1160) marchou contra Tiola. Para repeli-lo, o chefe de Tiola agrupou todas as aldeias aliadas do interior, mas muitos capitularam e os assediados sofreram uma derrota retumbante e os homens de Daulá ficaram no país saqueando as vilas. Sua ação foi tão brutal que os colonizadores, décadas depois, ao falarem sobre ele, perceberam que seu nome causava espanto. Sob Daúda Traoré (r. 1860–1862), Fafá enviou seu povo contra Bugula. Daúda respondeu tomando ação contra os invasores. Ele não consegue dar cabo de Fafá, que então conduz incursões em Ganadugu.